# 台鐵P35H22000型煤斗車
臺鐵P35H22000型煤斗車，是台灣電力公司所自備的一種專用鐵路貨車，為一種含有轉向架的四軸貨車。主要用於煤炭的運輸上。

## 開發歷史
本型煤斗車為台電委託臺灣鐵路管理局進行設計並由台灣機械公司（台機）所研發生產的一種鐵路散裝貨物專用貨車。於1996年10月22日開始交車，作為台灣電力公司（台電）專用的燃料運輸車，其車體在側邊噴塗「TPC」（台電英文簡稱）的小字體。

## 數據
- 型式：P35H22000（35是載重），22000為型號
- 車號：P35H22001~P35H22083
- 輛數：83輛
- 皮重：18.5公噸
- 載重：35公噸
- 換算噸數：空車19噸、重車54噸
- 車長：
- 車寬：
- 車高：
- 容積：27.63立方公尺
- 最高車速：

## 使用情況
被大量運用於台鐵西部幹線的台中龍井儲煤廠到林口火力發電廠之間，編組方式為整列車皆為本型車所組成，最後一部車裝置專用車尾燈號誌，不加掛守車。一般稱之為「煤列」。
因目前台電的火力發電之燃料運輸已經改由公路運輸，最後的運煤支線林口支線也於2012年底正式走入歷史。因此本型車將與其他煤斗車一樣停用。目前僅存P35H22019保存於舊打狗驛故事館。

## 外部連結
- 貨車の玉手箱（福田孝行の貨車ホームページ）